# Хайретдинов, Дамир Зинюрович
Дами́р Зиню́рович Хайретди́нов  (род. 10 сентября 1972, Москва) — российский историк и этнолог, проректор (ранее — ректор) Московского исламского университета. Кандидат исторических наук.

## Биография
Родился 10 сентября 1972 года в Москве.
Высшее образование получил в Российском государственном гуманитарном университете, защитив дипломную работу «Распространение ислама среди татарского населения Российской Федерации во 2-й половине 1980-х — 1-й половине 1990-х гг.» с оценкой «отлично» (научный руководитель — Л. М. Дробижева, директор Института социологии РАН).
В 1990-х гг. работал в Российском центре хранения и изучения документов новейшей истории; Исламском культурном центре России; Исламском конгрессе России. В 1996—1997 гг. проходил обучение в Институте арабского языка при университете «Умм аль-Кура» в Мекке (Саудовская Аравия).
В 1999—2006 гг. — секретарь Исламского отдела посольства Королевства Саудовская Аравия в Москве. В 2006—2011 гг. — заместитель председателя Духовного управления мусульман Нижегородской области по связям с общественностью, проректор по научной работе Нижегородского исламского института им. Х. Фаизханова.
В 2002 году в Институте этнологии и антропологии имени Н. Н. Миклухо-Маклая РАН под научным руководством доктора исторических наук, профессора А. В. Малашенко защитил диссертацию на соискание учёной степени кандидата исторических наук по теме «История мусульманской общины Москвы в XIV — начале XX вв.» (специальность 07.00.07 — Этнография, этнология и антропология).
С 2007 г. член редакционной коллегии тафсира Корана Абдуллы Юсуфа Али (изд. 2007 г.).
С марта 2011 г. — главный редактор официального издания Духовного управления мусульман европейской части России (ДУМЕР) «Ислам минбаре».
С мая 2011 г. — руководитель Департамента науки и образования ДУМЕР.
В марте 2012 г. наделен полномочиями члена Президиума ДУМЕР. 22 марта 2012 г. на Конференции научно-педагогического состава Московского исламского университета избран ректором МИУ.
Женат, имеет двух дочерей.

## Критика

### Докторская диссертация
Готовился к защите 18 сентября 2017 года в Кунсткамере диссертации на соискание учёной степени доктора исторических наук по теме «Формирование и этническая история нижегородских татар-мишарей (IX – начало XX века)» (специальность 07.00.07 — этнография, этнология и антропология). Научный консультант — доктор исторических наук, профессор, заведующий кафедрой истории стран Ближнего и Среднего Востока Института стран Азии и Африки МГУ имени М. В. Ломоносова М. С. Мейер. Официальные оппоненты — академик РАН, доктор исторических наук, профессор М. Б. Пиотровский, доктор исторических наук, профессор С. Н. Абашин, доктор исторических наук И. В. Зайцев. Ведущая организация — Институт гуманитарных исследований Кабардино-Балкарского научного центра РАН. Однако диссертационный совет принял решение снять диссертацию с рассмотрения «согласно личному заявлению автора от 22.08.2017 по техническим причинам».
Религиовед и исламовед Р. А. Силантьев в своём отзыве на диссертацию Хайретдинова отметил, что «работа носит ярко выраженный компилятивный характер и практически не вводит в научный оборот новых источников — в работе их указано всего пять, что ничтожно мало для докторской диссертации», а также указал на то, что автор не использовал в диссертации «информатов, наличие которых более чем типично в работах по специальности 07.00.07». Кроме того Силантьев обратил внимание на стиль работы, отметив, что в серьёзной научной работе не уместны такие предложения как «причинно-следственная связь здесь явно нарушена, столь бесцеремонный "наезд" в официальном губернском издании... С. 247». Также он выразил несогласие с высказываниями Хайретдинова «в целом дореволюционная и советская историография не совершила прорыва в деле изучения истории татарской нации, в т.ч. татар-мишарей. При этом в ней были заложены глубоко ошибочные идеи, которые так или иначе коррелировали с шовинистическим отношением к ордынскому периоду российской истории. С. 15-16» и «Православие насаждалось среди коренных народов восточной части России силой, обманом и деньгами. С. 278», которые назвал «безапелляционными» и заметил, что «последнее бездоказательное утверждение вообще оскорбляет миллионы граждан России и может быть в судебном порядке признано экстремистским». Также Силантьев указал на то, что в диссертации имеют место некорректные заимствования текста из статьи Г. Н. Белорыбкина «Буртасы» из «Пензенской энциклопедии». Особое внимание автор отзыва обратил на допущенные диссертантом нарушения требования Высшей аттестационной комиссии о порядке публикации научных работ, которые должен иметь соискатель докторской степени. Так Силантьевым было отмечено, что представленные Хайретдиновым в автореферате статьи «Нижгары — потомки нижегородских татар: связи с Зауральем», «Торговая деятельность и меценатство нижегородских татар в масштабах Российской империи» и «Военное значение и численность служилых татар Нижегородчины» публиковались в журнале «Приволжский научный вестник», который никогда не входил в список научных журналов ВАК.

## Книги
- «Мусульманская община Москвы в XIV — начале XX вв.» (2002);
- «Ислам в Нижегородской области» (2007).

## Переводы
- «Хронология исламской истории: 570—1000 гг.» (2000),
- «Краткая история ислама» (2002),
- «Мудрость ислама: знакомство с жизненным опытом исламской веры» (2005).

## Редакторская деятельность
- Ответственный редактор серии энциклопедических словарей «Ислам в Российской Федерации»[1]
- газета «Медина аль-Ислам»
- альманах «Ислам в современном мире»
- «Фаизхановские чтения»
- «Рамазановские чтения»